# Vuelta a España 2001
Die 56. Vuelta a España wurde vom 8. September bis zum 30. September 2001 ausgetragen. Es gab insgesamt 21 Etappen darunter drei Zeitfahren, ein Bergzeitfahren sowie 6 Bergankünfte. Die Tour startete in Salamanca und endete nach 3.008,6 zurückgelegten Kilometern traditionell in Madrid. Es gab insgesamt fünf Träger des Goldenen Trikots des Gesamtführenden. Erst während der letzte Etappe, dem Einzelzeitfahren in Madrid, setzte sich Ángel Luis Casero an die Spitze des Gesamtklassement. Damit gewann der Spanier zum ersten Mal in seiner Karriere diese Rundfahrt.

## Etappen
| Etappe     | Tag           | Start – Ziel                      | km         | Etappensieger             | Gesamtwertung     |
| ---------- | ------------- | --------------------------------- | ---------- | ------------------------- | ----------------- |
| 1. Etappe  | 8. September  | Salamanca                         | 13,4 (EZF) | David Millar              | David Millar      |
| 2. Etappe  | 9. September  | Salamanca – Valladolid            | 147,2      | Erik Zabel                | David Millar      |
| 3. Etappe  | 10. September | Valladolid – León                 | 140,5      | Erik Zabel                | David Millar      |
| 4. Etappe  | 11. September | León – Gijón                      | 175        | Erik Zabel                | Santiago Botero   |
| 5. Etappe  | 12. September | Gijón – Lagos de Covadonga        | 160,8      | Juan Miguel Mercado       | Óscar Sevilla     |
| 6. Etappe  | 13. September | Cangas de Onis – Torrelavega      | 180,6      | David Millar              | Óscar Sevilla     |
| 7. Etappe  | 14. September | Torrelavega                       | 44,2 (EZF) | Santiago Botero           | Santiago Botero   |
| 8. Etappe  | 15. September | Reinosa – Alto Cruz de la Demanda | 195        | José María Jiménez        | Joseba Beloki     |
| 9. Etappe  | 16. September | Logroño – Saragossa               | 179,2      | Igor González de Galdeano | Joseba Beloki     |
| Ruhetag    |               |                                   |            |                           |                   |
| 10. Etappe | 18. September | Sabadell – La Molina              | 168,4      | Santiago Blanco           | Joseba Beloki     |
| 11. Etappe | 19. September | Alp – Pal (AND)                   | 154,2      | José María Jiménez        | Óscar Sevilla     |
| 12. Etappe | 20. September | Ordino                            | 17,1 (BZF) | José María Jiménez        | Óscar Sevilla     |
| 13. Etappe | 21. September | Andorra – Parc de Port Aventura   | 206        | Beat Zberg                | Óscar Sevilla     |
| 14. Etappe | 22. September | Tarragona – Vinaròs               | 170,5      | Juan Manuel Gárate        | Óscar Sevilla     |
| 15. Etappe | 23. September | Valencia – Alto de Aitana         | 207,2      | Claus Michael Møller      | Óscar Sevilla     |
| Ruhetag    |               |                                   |            |                           |                   |
| 16. Etappe | 25. September | Alcoy – Murcia                    | 153,3      | Tomáš Konečný             | Óscar Sevilla     |
| 17. Etappe | 26. September | Murcia – Albacete                 | 159,5      | Robert Hunter             | Óscar Sevilla     |
| 18. Etappe | 27. September | Albacete – Cuenca                 | 154,2      | Filippo Simeoni           | Óscar Sevilla     |
| 19. Etappe | 28. September | Cuenca – Guadalajara              | 168        | Guido Trenti              | Óscar Sevilla     |
| 20. Etappe | 29. September | Guadalajara – Alto de Abantos     | 176,3      | Gilberto Simoni           | Oscar Sevilla     |
| 21. Etappe | 30. September | Madrid                            | 38 (EZF)   | Santiago Botero           | Ángel Luis Casero |